# 登り街道
登り街道（のぼりかいどう）は、青森県八戸市から、岩手県二戸市に至る街道。

## 概要
幕政時代、八戸城惣門から上組町を西へ、市野沢、観音林（かんのんばやし）を経て、奥州街道の堀野で合流して盛岡藩領福岡宿へ至る南部藩（盛岡藩・八戸藩）の脇街道
八戸藩からは参勤交代路として使用されたため、「上り街道（のぼりかいどう）」、「江戸街道」とも呼ばれ、盛岡藩からは、目的地の地名をとって「八戸街道」と呼ばれた。
参勤交代時には一日で通過する距離であったため宿場は置かずに、観音林に八戸藩主が小休止する御仮屋が置かれた。

## 伝馬継所
- 市野沢 （青森県八戸市南郷区）
- 観音林 （岩手県九戸郡軽米町晴山）

## 一里塚
- 小峠 （青森県八戸市）
- 十文字 （青森県八戸市）県史跡[1]
- 市野沢 （青森県八戸市）
- 大森 （青森県八戸市）
- 晴山 （岩手県九戸郡軽米町）
- 観音林 （岩手県九戸郡軽米町）
- 仁左平本新田（岩手県二戸市）
- 堀野 （岩手県二戸市）

## 峠
- 猿越峠 （二戸市-軽米町）